# جان اس. کارلایل
جان اس. کارلایل (به انگلیسی: John Snyder Carlile) سناتور سابق عضو حزب اتحاد ملی بود. وی در سال ۱۸۶۱ تا ۱۸۶۵ میلادی سناتور ایالت ویرجینیا در سنای ایالات متحده آمریکا بود.